# Уичито-Фолс
Уи́чито-Фолс (англ. Wichita Falls) — город в штате Техас США, административный центр округа Уичито. По данным переписи за 2010 год число жителей составляло 104 553 человека, по оценке Бюро переписи США в 2018 году в городе проживало 104 494 человека.

## История
Индейцы племени чокто стали заселять этот район в начале 19-го века, переехав из своего родного района Миссисипи, когда американцы договорились об их переселении, создав Договор Dancing Rabbit Creek (о танцевальном кроличьем ручье).
Американские поселенцы прибыли в 1860-х годах, чтобы сформировать скотоводческие ранчо. Город был официально назван Уичито-Фолс 27 сентября 1876 года. В тот день состоялась распродажа городских участков.
Городская железная дорога Форт-Уэрт и Денвер была построена в сентябре 1882 года, в том же году город стал центром округа Уичито. Город рос к западу от железнодорожного депо FW&DC, которое было расположено на северо-западном углу Седьмой улицы.
Этот район в настоящее время упоминается как исторический район депо-сквер, который был объявлен исторической достопримечательностью Техаса.
Ранняя история города Уичито-Фолс относится к 20 веку и опирается на работу двух предпринимателей, Джозефа А. Кемпа и его шурина Фрэнка Келла. Кемп и Келл были пионерами в пищевой промышленности и розничной торговле, мукомольном производстве, железных дорогах, животноводстве, банковском деле и нефтедобыче.
Наводнение в 1886 году разрушило водопады на реке Уичито, в честь которой был назван город.
В настоящее время город ищет финансирование для восстановления и реконструкции центральной части города.
В Уичито-Фолс когда-то располагались офисы нескольких нефтяных компаний и смежных отраслей промышленности, а также нефтеперерабатывающие заводы, управляемые Континентальной нефтяной компанией до 1952 года и Нефтяной компанией Petrofina до 1965 года.

### Торнадо 1964
Разрушительный торнадо обрушился на северную и северо-западную части Уичито-Фолс во второй половине дня 3 апреля 1964 года. Он оставил семь погибших и более 100 раненых. Кроме того, торнадо причинил материальный ущерб примерно на 15 миллионов долларов, при этом около 225 домов были разрушены и еще 250 повреждены. Он получил рейтинг F5, самый высокий рейтинг по шкале Фудзиты, но его затмил торнадо 1979 года.

### Торнадо 1979 года
Торнадо F4 обрушился на густонаселенные южные районы Уичито-Фолс во второй половине дня во вторник, 10 апреля 1979 года (известный, как «ужасный вторник»). Это было частью вспышки, которая вызвала 30 торнадо по всему региону. Несмотря на почти часовое предупреждение о том, что надвигается суровая погода, 42 человека были убиты (25 в транспортных средствах) и 1800 получили ранения, потому что он прибыл как раз в тот момент, когда многие люди ехали домой с работы.
Последствия торнадо это 20 000 человек без крова и ущерб в размере 400 миллионов долларов.

## География
Город расположен на реке Уичито в округе Уичито на севере штата Техас в 24 км от границы со штатом Оклахома. В 185 км на юго-восток находится город Форт-Уэрт, а в 225 км на северо-восток — Оклахома-Сити. 
По данным Бюро переписи населения Соединенных Штатов, общая площадь города Уичито-Фолс составляет 186,6 км², из которых 186,6 км² занято сушей, а 0,06 км² — водная поверхность.
С 2010 по 2013 год Уичито-Фолс, наряду с большой частью юго-центральной части США, испытывал постоянную засуху . В сентябре 2011 года Уичито-Фолс стал первым Техасским городом, в котором за один год было 100 дней 38 °C.

### Климат
Уичито-Фолс находится в зоне влажного субтропического климата (Cfa по классификации Кёппена), характеризующегося длительным, очень жарким и влажным летом и прохладной зимой.

## Спорт и отдых

### Озеро Уичито
Озеро Уичито было выкопано в 1901 году усилиями предпринимателя Джозефа Кемпа за 175 000 долларов. Парк озера занимает площадь в 95 гектаров и находится на северном берегу. В парке есть детская игровая и баскетбольные площадки, несколько зон для пикников. Гости могут арендовать 10-местный навес для пикника вместимостью до 60 человек. В парке также имеются два освещенных бейсбольных и два софтбольных поля, три футбольных поля и 18-луночное дисковое поле для гольфа. Парк имеет единственную взлетно-посадочную полосу для самолета, в системе парков штата Техас. Также в распоряжении гостей присутствует парк для собак без поводка.
Из-за засухи, популяция рыб в озере Уичито пострадала от цветения золотистых водорослей и периодов низкого растворенного кислорода. Поэтому озеро не было рекомендовано в 2013 году в качестве места для рыбалки.
Когда состояние воды удовлетворительное, популяция рыб состоит в основном из белого окуня, гибридного полосатого окуня, канального сома и белого краппи. Кроме того, гости также могут отдохнуть в кемпинге.

### Спорт
Уичито-Фолс — это место проведения ежегодного крупнейшего однодневного велопробега в Соединенных Штатах и одной из крупнейших гонок в мире. Гонка началась как способ для города отпраздновать свое столетие в 1982 году. Мероприятие проходит в выходные дни в августе.

## Демография
Согласно переписи населения 2010 года в городе проживало 104 553 человека, было 38 454 домохозяйства и 29 398 семей. Расовый состав города: 73,2 % — белые, 12,7 % — афроамериканцы, 1 % — коренные жители США, 2,4 % — азиаты, 0,1 % — жители Гавайев или Океании, 7,5 % — другие расы, 3,2 % — две и более расы. Число испаноязычных жителей любых рас составило 18,9 %.
Из 564 домохозяйств, в 32,8 % живут дети младше 18 лет. 62,3 % домохозяйств представляли собой совместно проживающие супружеские пары (32,4 % с детьми младше 18 лет), в 14,3 % домохозяйств женщины проживали без мужей, в 4,9 % домохозяйств мужчины проживали без жён, 37,7 % домохозяйств не являлись семьями. В 31 % домохозяйств проживал только один человек, 10,6 % составляли одинокие пожилые люди (старше 65 лет). Средний размер домохозяйства составлял 2,41 человека. Средний размер семьи — 3,03 человека.
Население города по возрастному диапазону распределилось следующим образом: 27,6 % — жители младше 20 лет, 31,5 % находятся в возрасте от 20 до 39, 28,6 % — от 40 до 64, 12,4 % — 65 лет и старше. Средний возраст составляет 32,4 года.
Согласно данным пятилетнего опроса 2018 года, средний доход домохозяйства в Уичито-Фолс составляет 45 476 долларов США в год, средний доход семьи — 58 949 долларов. Доход на душу населения в городе составляет 23 328 долларов. Около 15,3 % семей и 20,3 % населения находятся за чертой бедности. В том числе 26,9 % в возрасте до 18 лет и 11,8 % в возрасте 65 и старше.

## Экономика
Центр сельскохозяйственного (хлопчатник, зерновые) и нефтедобывающего района. Нефтеперерабатывающая, химическая, пищевая, стекольная, Электротехническая промышленность; производство горного оборудования.

## База ВВС
Близ города находится крупная военно-воздушная база Шеппард. На базе проходят подготовку высококлассные специалисты из группы «Дельта».

## Достопримечательности
- Самый маленький небоскрёб в мире